# Фрезениус, Георг
Иоганн Баптист Георг Вольфганг Фрезениус (нем. Johann Baptist Georg Wolfgang Fresenius или нем. Johann Baptist George Wolfgang Fresenius, или нем. Georg Fresenius, 25 сентября 1808 — 1 декабря 1866) — немецкий ботаник, профессор ботаники, миколог и врач.

## Биография
Иоганн Баптист Георг Вольфганг Фрезениус родился в городе Франкфурт-на-Майне 25 сентября 1808 года.
С 1826 года Фрезениус изучал медицину в Гейдельберге, Вюрцбурге и Гиссене.
Он стал практикующим врачом в своём родном городе и с успехом работал в этой профессии до конца своей жизни. Однако главным предметом его научных стремлений была ботаника.
Фрезениус был профессором ботаники во Франкфурте.
Иоганн Баптист Георг Вольфганг Фрезениус умер в городе Франкфурте-на-Майне 1 декабря 1866 года.

## Научная деятельность
Иоганн Баптист Георг Вольфганг Фрезениус специализировался на водорослях, семенных растениях и на микологии.

## Публикации
- Beiträge zur Mykologie. Georg Fresenius. — Frankfurt a. M.: Brönner, 1850—1863[6].
- Zur Controverse über die Verwandlung von Infusorien in Algen. Georg Fresenius. — Frankfurt a.M.: Zimmer, 1847[6].
- Flora brasiliensis / Vol. VIII,, Fasc. XIX / Cordiaceae, Heliotropieae et Borragineae. Georg Fresenius. — 1857[6].
- Taschenbuch zum Gebrauche auf botanischen Excursionen in der Umgegend von Frankfurt a. M.: enthaltend eine Aufzählung der wildwachsenden Phanerogamen; mit Erl. und kritischen Bemerkungen im Anhange. Georg Fresenius. — Frankfurt a. M.: Brönner, 1832[6].
- Taschenbuch zum Gebrauche ...; Abth. 1. Georg Fresenius. — 1832[6].
- Taschenbuch zum Gebrauche ...; Abth. 2. Georg Fresenius. — 1833[6].
- Ueber einige Diatomeen: Mit 1 Tafel. Georg Fresenius. — (Franckfurt a. M.), (1862—1863)[6].
- Ueber die Pilzgattung Entomophthora. Georg Fresenius. — (Franckfurt a. M.), (1856—1858)[6].
- Ueber die Algengattungen Pandorina, Gonium u. Rhaphidium. Georg Fresenius. — (Franckfurt a. M.), (1856—1858)[6].

## Почести
Род растений Fresenia DC. был назван в его честь.